# Штефанов на Орави
Штефанов на Орави (слч. Štefanov nad Oravou) насељено је мјесто са административним статусом сеоске општине (слч. obec) у округу Тврдошин, у Жилинском крају, Словачка Република.

## Географија
Налази се око 4 км сјеверно од Тврдошина.

## Становништво
| Година:    | 1994. | 2004.   | 2014.    | 2024.   |
| ---------- | ----- | ------- | -------- | ------- |
| Број људи: | 553   | 599     | 670      | 700     |
| Разлика:   |       | +8,31 % | +11,85 % | +4,47 % |

| Година:    | 2023. | 2024.   |
| ---------- | ----- | ------- |
| Број људи: | 696   | 700     |
| Разлика:   |       | +0,57 % |

Према подацима о броју становника из 2024. године насеље је имало 700 становника.